# Véronique Mounier
Pour les articles homonymes, voir Mounier.
Véronique Mounier (née le 25 juillet 1972 à Grenoble[réf. nécessaire]) est une présentatrice de télévision française.

## Biographie

### Études
En 1995, Véronique Mounier obtient son diplôme de docteure en pharmacie à la faculté de Chatenay-Malabry (Paris XI).

## Synthèse des émissions

### Télévision
- 2001 - 2004 : chroniqueuse dans les émissions C'est au programme et Télématin sur France 2
- 2004 : Le Chantier sur M6 : animatrice
- 2004 - 2006 : Grand Écran sur M6
- 2004 - 2008 : Nouveau look pour une nouvelle vie sur M6
- 2005 : 10 pièges à éviter en collaboration avec Mac Lesggy sur M6
- 2006 : Passé retrouvé sur M6
- 2007 : Passé recomposé sur M6
- 2005 - 2008 : L'amour est dans le pré (saisons 1 et 3), sur M6
- 2010 : Galiléo sur TMC
- 2010 : Le Sexe dans tous ses états sur TF1
- 2010 : Ma drôle de vie sur TMC
- 2010 : Permis de reconstruire sur TF1 avec Denis Brogniart
- 2011 - 2012 : Une semaine sans  sur France 2
- 2011 : Comme si c'était hier sur France 2
- 2012 : Regarde ma vie sur France 2
- 2012 - 2018 : Sans tabou sur Chérie 25
- 2012 : Chérie 25 c'est ça sur Chérie 25
- 2013 : Les Globes de cristal sur Chérie 25 avec Yves Lecoq
- 2014 : Si vous voulez mon avis sur Chérie 25
- 2017 - 2018 : William à midi sur C8
- 2019 : Être une femme : Les Grands entretiens sur Chérie 25
- 2020 : Santé Bonheur sur France 2 et France 5
- Depuis 2022 : La Santé d'abord sur IDF1
- 2023 : À côté de la plaque sur DO IT TV

### Radio
Elle présente entre septembre et décembre 2009 une émission médicale intitulée Rien de grave, mais son nouveau magazine sur la sexualité sur TF1 lui vaut, en décembre 2009, une fin de contrat prématurée à Europe 1 où elle présentait l'émission médicale Rien de grave. La station déclare alors à Ozap.com : « Nous considérons que cette émission consacrée à la santé, qui se veut pointue dans son domaine, est incompatible avec les projets de Véronique sur TF1 ».
Pendant l'été 2012 elle anime l'émission On refait la chose sur RTL tous les soirs de 21 h à 23 h avec Michel Cymès[réf. nécessaire].